# Pirates of the Caribbean
För åkattraktionen, se Pirates of the Caribbean (åkattraktion).
Pirates of the Caribbean  är en action-komedi-äventyrsfilmserie med Johnny Depp  i huvudrollen. De är regisserade av Gore Verbinski, Rob Marshall, Joachim Rønning och Espen Sandberg. Alla filmerna i serien är producerade av Jerry Bruckheimer. Filmerna är baserade på attraktionen Pirates of the Caribbean i nöjesparkerna Disney World och Disneyland. Filmerna centrerar kring kapten Jack Sparrow (Johnny Depp) och hans vänners äventyr.

## Filmer i serien

### Svarta Pärlans förbannelse(2003)
Den fruktade sjörövaren Barbossa (Geoffrey Rush) kidnappar den vackra guvernörsdottern Elizabeth Swann (Keira Knightley). Hennes vän och hemlige beundrare Will Turner (Orlando Bloom) bestämmer sig för att försöka rädda henne. Men för att komma iväg på sin räddningsaktion tvingas Will ta hjälp av piraten Kapten Jack Sparrow, som vill ta tillbaka sitt skepp nu styrt av Barbossa. Vad Will inte vet är att det vilar en förbannelse över Barbossa och hans besättning.

### Död mans kista(2006)
Lord Cutler Beckett av de Ostindiska Kompaniet arresterar Will och Elizabeth för att hjälpt Jack Sparrow. Beckett erbjuder nåd om Will går med på att söka efter Jacks kompass i ett försök att hitta "Död mans kista". Kistan tillhör Davy Jones (Bill Nighy) som är kapten över skeppet Den flygande holländaren. Jack vill hitta kistan för att fly från en obetald skuld med Jones, som skickar sjöodjuret Kraken efter honom.

### Vid världens ände(2007)
Lord Beckett vinner makt över Davy Jones. Med sin nyvunna kraft tänker han besegra alla pirater. Will, Elizabeth, Barbossa och besättningen på "Svarta pärlan" åker till världens ände för att rädda Jack Sparrow, som behövs för att kalla på en forntida havsgudinna kallad Calypso (Naomie Harris) som har makt att besegra Becketts styrkor.

### I främmande farvatten(2011)
Jack Sparrow är på en resa efter Ungdomens källa. Hans vägar korsas med en tidigare älskarinna, Angelica (Penélope Cruz). Hon tvingar Jack ombord ett skepp styrt av hennes far, kapten Svartskägg (Ian McShane). Båda är också på jakt efter källan. Barbossa tjänar nu under Kung George IIs flotta, som försöker finna källan före spanjorerna. På deras resa måste de även fånga en Sjöjungfru.

### Salazar's Revenge(2017)
En gammal fiende kallad kapten Salazar (Javier Bardem) rymmer från Bermudatriangeln. Han svär hämnd mot piraterna. Jack Sparrow påbörjar en resa för att hitta Poseidons Treudd, en kraftfull artefakt som ger ägaren full kontroll över havet.
Den femte filmen var först planerad att släppas på bio sommaren 2015, men blev senare fördröjd till sommaren 2017. Fördröjningen skedde på grund av floppen för deras storbudgetfilm The Lone Ranger och att studion tyckte att manuset behövde skrivas om. Filmen regisseras av den norska regissörsduon Joachim Rønning och Espen Sandberg. I april 2014 sade Depp att han samarbetar med manusförfattaren för att skapa en färsk och annorlunda film för de som sett de andra filmerna. Depp sade även att det kunde bli den sista delen i serien. Inspelningen av den femte filmen påbörjades under februari 2015 i Australien.

## Skådespelare
| Karaktär                 | Film                              | Film                  | Film                     | Film                         | Film                     |
| Karaktär                 | Svarta Pärlans förbannelse (2003) | Död mans kista (2006) | Vid världens ände (2007) | I främmande farvatten (2011) | Salazar's Revenge (2017) |
| ------------------------ | --------------------------------- | --------------------- | ------------------------ | ---------------------------- | ------------------------ |
| Kapten Jack Sparrow      | Johnny Depp                       | Johnny Depp           | Johnny Depp              | Johnny Depp                  | Johnny Depp              |
| Hector Barbossa          | Geoffrey Rush                     | Geoffrey Rush         | Geoffrey Rush            | Geoffrey Rush                | Geoffrey Rush            |
| Joshamee Gibbs           | Kevin McNally                     | Kevin McNally         | Kevin McNally            | Kevin McNally                | Kevin McNally            |
| Will Turner              | Orlando Bloom                     | Orlando Bloom         | Orlando Bloom            |                              | Orlando Bloom            |
| Elizabeth Swann          | Keira Knightley                   | Keira Knightley       | Keira Knightley          |                              | Keira Knightley          |
| James Norrington         | Jack Davenport                    | Jack Davenport        | Jack Davenport           |                              |                          |
| Guvernör Weatherby Swann | Jonathan Pryce                    | Jonathan Pryce        | Jonathan Pryce           |                              |                          |
| Pintel                   | Lee Arenberg                      | Lee Arenberg          | Lee Arenberg             |                              |                          |
| Ragetti                  | Mackenzie Crook                   | Mackenzie Crook       | Mackenzie Crook          |                              |                          |
| Marty                    | Martin Klebba                     | Martin Klebba         | Martin Klebba            |                              | Martin Klebba            |
| Cotton                   | David Bailie                      | David Bailie          | David Bailie             |                              |                          |
| Löjtnant Theodore Groves | Greg Ellis                        |                       | Greg Ellis               | Greg Ellis                   |                          |
| Löjtnant Gillette        | Damian O'Hare                     |                       |                          | Damian O'Hare                |                          |
| Davy Jones               | Nämnd                             | Bill Nighy            | Bill Nighy               |                              |                          |
| Bootstrap Bill Turner    | Nämnd                             | Stellan Skarsgård     | Stellan Skarsgård        |                              |                          |
| Lord Cutler Beckett      |                                   | Tom Hollander         | Tom Hollander            |                              |                          |
| Tia Dalma (Calypso)      |                                   | Naomie Harris         | Naomie Harris            |                              |                          |
| Ian Mercer               |                                   | David Schofield       | David Schofield          |                              |                          |
| Kapten Teague            |                                   |                       | Keith Richards           | Keith Richards               | Alexander Scheer (ung)   |
| Murtogg                  | Giles New                         |                       | Giles New                |                              | Giles New                |
| Mullroy                  | Angus Barnett                     |                       | Angus Barnett            |                              | Angus Barnett            |
| Angelica                 |                                   |                       |                          | Penélope Cruz                |                          |
| Svartskägg               |                                   |                       |                          | Ian McShane                  |                          |
| Anamaria                 | Zoe Saldana                       |                       |                          |                              |                          |
| Sao Feng                 |                                   |                       | Chow Yun Fat             |                              |                          |
| Philip Swift             |                                   |                       |                          | Sam Claflin                  |                          |
| Jungfrun Syrena          |                                   |                       |                          | Àstrid Bergès-Frisbey        |                          |
| Scrum                    |                                   |                       |                          | Stephen Graham               | Stephen Graham           |
| Kapten Armando Salazar   |                                   |                       |                          |                              | Javier Bardem            |
| Henry Turner             |                                   |                       | Dominic Scott Kay        |                              | Brenton Thwaites         |
| Carina Smyth             |                                   |                       |                          |                              | Kaya Scodelario          |
| Scarlett                 | Lauren Maher                      | Lauren Maher          | Lauren Maher             |                              |                          |
| Giselle                  | Vanessa Branch                    | Vanessa Branch        | Vanessa Branch           |                              |                          |
| Kung George II           |                                   | Nämnd                 | Nämnd                    | Richard Griffiths            |                          |
| Hyttuppassaren           |                                   |                       |                          | Robbie Kay                   |                          |
| Spanjoren                |                                   |                       |                          | Óscar Jaenada                |                          |

## Produktion
| Roll         | Film                                                  | Film                       | Film                       | Film                                         | Film                             |
| Roll         | Svarta Pärlans förbannelse                            | Död mans kista             | Vid världens ände          | I främmande farvatten                        | Salazar's Revenge                |
| ------------ | ----------------------------------------------------- | -------------------------- | -------------------------- | -------------------------------------------- | -------------------------------- |
| Regissör     | Gore Verbinski                                        | Gore Verbinski             | Gore Verbinski             | Rob Marshall                                 | Joachim Rønning & Espen Sandberg |
| Producent    | Jerry Bruckheimer                                     | Jerry Bruckheimer          | Jerry Bruckheimer          | Jerry Bruckheimer                            | Jerry Bruckheimer                |
| Författare   | Ted Elliott & Terry Rossio Stuart Beattie Jay Wolpert | Ted Elliott & Terry Rossio | Ted Elliott & Terry Rossio | Ted Elliott & Terry Rossio                   | Jeff Nathanson & Terry Rossio    |
| Musik        | Klaus Badelt Hans Zimmer                              | Hans Zimmer                | Hans Zimmer                | Hans Zimmer Rodrigo y Gabriela Eric Whitacre | Geoff Zanelli                    |
| Filmfotograf | Dariusz Wolski                                        | Dariusz Wolski             | Dariusz Wolski             | Dariusz Wolski                               | Paul Cameron                     |
| Speltid      | 143 minuter                                           | 150 minuter                | 169 minuter                | 136 minuter                                  | 129 minuter                      |